# Tectidrilus borioides
Tectidrilus borioides är en ringmaskart som beskrevs av Erséus och Wang 2003. Tectidrilus borioides ingår i släktet Tectidrilus och familjen glattmaskar. Inga underarter finns listade i Catalogue of Life.